# Her er Kuwait
Her er Kuwait er en dansk dokumentarfilm fra 1968 med instruktion og manuskript af Svend Aage Lorentz.

## Handling
Filmen skildrer moderniseringen af Kuwait som et mønster samfund for landene i den arabiske verden. Hver dag kommer, hvad der svarer til, 10 millioner kroner ind i olieindtægter. Indbyggerne betaler ingen skat og har fri adgang til uddannelse og sygehus. Der er fælles skoler for piger og drenge. Det politiske system er stadig domineret af sheik-familierne. De gamle ørkensamfund er stort set helt væk fra Kuwait, velstanden er betydelig. Traditionen findes tilsyneladende kun i musikprogrammerne på TV. Titlen refererer til Radio Kuwaits præsentation af alle udsendelser.